# Eutropi (metge)
Eutropi (en llatí Eutropius, en grec Εὐτρόπιος) va ser un metge grec que va viure probablement entre els segles III i IV, ja que és mencionat juntament amb Juli Ausoni per Marcel Empíric com un dels seus predecessors. Va escriure una obra sobre temes mèdics de la que en parla Empíric, però no es conserva.